# Uncle Monk
Uncle Monk foi uma banda estadunidense de bluegrass. Os dois membros da eram Tommy Ramone (nascido Tomás Erdélyi), integrante original da banda de punk rock The Ramones e Claudia Tienan, uma guitarrista, baixista e vocalista ex-integrante de uma banda de rock alternativo, The Simplistics.
Uncle Monk lançou apenas um álbum, também chamado de Uncle Monk, cujo lançamento foi em março de 2006. Tommy Ramone escreveu para Jari-Pekka Laitio-Ramone em 2012-2014, que Uncle Monk estava trabalhando em seu segundo álbum. Ele escreveu: "Sim, Claudia e eu estamos finalizando o próximo álbum. Serão canções indies, canções bluegrass, canções old-time, canções românticas e canções inclassificáveis". O álbum nunca foi finalizado.
Ramone morreu em sua casa no Queens, Nova Iorque, em 11 de julho de 2014, aos 65 anos de idade.